# Hartwig I. (Bayern)
Hartwig I. (urkundlich erstmals 953; † 16. Juni 985) war 953–980 Gewaltbote im Kärntner Kroatengau sowie 977–985 Pfalzgraf von Bayern.

## Herkunft
Hartwig wird im Allgemeinen der Aribonensippe zugeordnet und ist ihr auch verwandtschaftlich sehr nahe verbunden; er entstammt allerdings laut H. Dopsch dem Geschlecht der Hartwig-Engelbert-Gruppe im Salzburggau. Sein Großonkel war der Salzburger Vogt Hartwig († 925/930), ein proximus (sehr naher Verwandter) des Erzbischofs Odalbert. (Dieser Vorfahre Hartwig ist auch der Grund, dass Pfalzgraf Hartwig I. manchmal auch als Hartwig II. gezählt wird.)

## Leben
953 erscheint Hartwig als Inhaber eines ministerium (Amtsbereiches) in Kärnten; das Krappfeld liegt in seinem Bezirk; hier und auch im westlichen Grazer Feld sowie im Laßnitztal besaß Hartwig riesige Allodien. Um 960 wird Hartwig als Graf im Isengau genannt, 963 im unteren Salzburggau; 965 wird von seiner Mittel-Kärntner Grafschaft berichtet und von seinem Amt als Walpoto. Hartwig gilt auch als Neubegründer von Michaelbeuern (977). Von 976/977 – 976 wurde Kärnten als Herzogtum selbstständig, doch blieb Hartwig auch Kärntner Gewaltbote – bis zu seinem Tod um 985 war er Pfalzgraf von Bayern als Nachfolger von Berthold von Reisensburg. Dieses Amt konnte er an seinen Schwiegersohn Aribo I. weitergeben. Weiters war er Graf in der Gegend von Freising sowie Vogt des Erzbischofs Friedrich I. von Salzburg.

## Familie
Pfalzgraf Hartwig I. war verheiratet mit Wichburg von Bayern, Tochter des Luitpoldingers Eberhard. Sie hatten folgende Kinder:
- Hartwig († 1023), Erzbischof von Salzburg
- Adala († nach 1020),

⚭ I. Pfalzgraf Aribo I. († nach 1000), Sohn des Chadalhoch,
Nachkommen: pfalzgräfliche Aribonen
⚭ II. Graf Engelbert III. vom Chiemgau († 1020)
Nachkommen: Sieghardinger, Peilsteiner etc., Kärntner Spanheimer u. a.
- Wichburg († 1020/30), ⚭ Graf Ottwin im Lurngau und Pustertal († 1019)

Nachkommen: Grafen von Heunburg u. a.
| Personendaten    | Personendaten                                                 |
| ---------------- | ------------------------------------------------------------- |
| NAME             | Hartwig I.                                                    |
| ALTERNATIVNAMEN  | Hartwig II.                                                   |
| KURZBESCHREIBUNG | Kärntner Gewaltbote (953–980); Pfalzgraf von Bayern (977–985) |
| GEBURTSDATUM     | vor 953                                                       |
| STERBEDATUM      | 16. Juni 985                                                  |